# Catobas
Pour les articles homonymes, voir Catawba.
Ne pas confondre avec les Issas, habitants de la Corne de l'Afrique.
 (août 2013).
Si vous disposez d'ouvrages ou d'articles de référence ou si vous connaissez des sites web de qualité traitant du thème abordé ici, merci de compléter l'article en donnant les références utiles à sa vérifiabilité et en les liant à la section « Notes et références ».
Les Catawba (en français, les Catobas, également appelés Issa ou Esaw) sont une tribu amérindienne qui vivait à l'origine dans le sud-est des États-Unis, le long de la frontière entre la Caroline du Nord et la Caroline du Sud. Malgré leur petit nombre, ils servirent en tant que Patriots durant la guerre d'indépendance des États-Unis, combattant aux côtés d'autres révolutionnaires américains contre les Britanniques au cours de batailles telles que la bataille de Guilford Court House. Bien que leur contribution à la Révolution fut grandement appréciée en Caroline du Sud, la population et le territoire des Catawba continua à décliner alors que les Américains blancs prospéraient autour d'eux.
En 1996, il restait environ 1 400 Catawba, essentiellement en Caroline du Sud, et quelques groupes moins nombreux en Oklahoma, au Colorado et ailleurs. La Réserve d'État Catawba, située dans le comté de York en Caroline du Sud accueillait 124 personnes en 1990. La langue catawba, qui est en cours de renaissance, fait partie des langues siouanes. De nos jours, la plupart des Catawba sont mormons.
La rivière Catawba tire son nom de cette tribu.